# 夏侧金盏花
夏侧金盏花（学名：Adonis aestivalis），为毛茛科侧金盏花属下的一个植物种。

## 变种

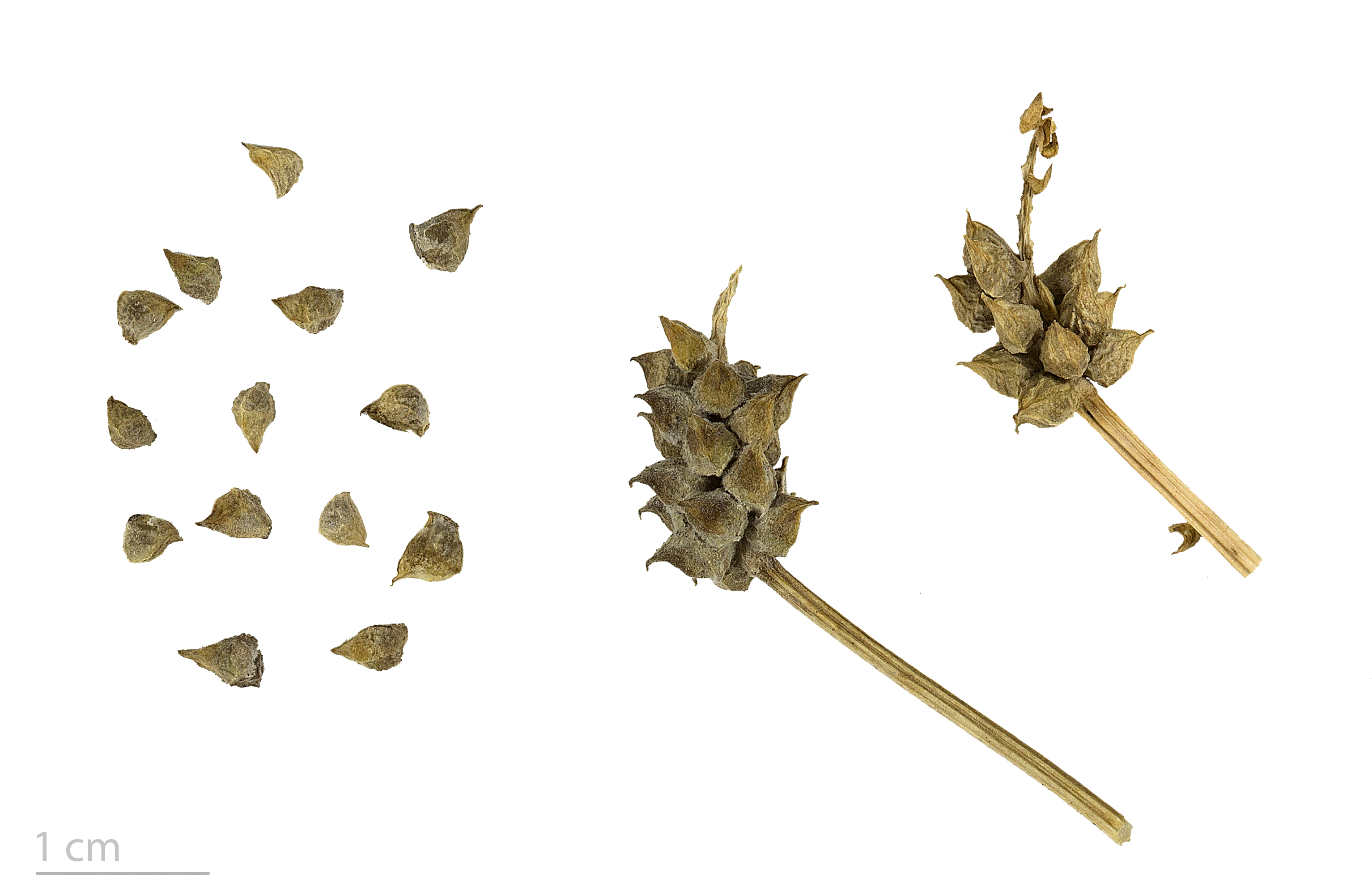
Adonis aestivalis

- 小侧金盏花Adonis aestivalis var. parviflora M. Bieb.